# Pintura mural de l'Absis de Sant Miquel d'Engolasters
La Pintura Mural de l'Absis de Sant Miquel d'Engolasters és una pintura andorrana atrubuïda al Mestre de Santa Coloma i pròpia de l'església de Sant Miquel d'Engolasters, a la vila d'Engolasters —pertanyent a la parròquia d'Escaldes-Engordany (Andorra).
L'obra està dedicada a Sant Miquel, el qual es mostra presidit per la visió del senyor en majestat. Està datada de mitjans del segle xii i l'original es preserva al Museu Nacional d'Art de Catalunya.